# Per ogni pidocchio cinque bastonate
Per ogni pidocchio cinque bastonate è un libro del presidente dell'ANED Gianfranco Maris, che parla della sua esperienza nel Campo di concentramento di Mauthausen, del suo arresto e dei due campi di transito nei quali passò: Fossoli e Bolzano.

## Trama
Gianfranco Maris viene arrestato e catturato dalla Milizia Fascista poiché aveva cercato di interrompere il pestaggio di un vecchio ubriaco, a Milano. Per questo motivo, qualche anno dopo per evitare che le Camicie Nere nutrissero dei sospetti, si iscrive ad un corso per ufficiali, e viene mobilitato per la Slovenia.
Dopo l'8 settembre, prende con sé delle Camicie Nere, che si mischiano con i contadini sardi di cui era al comando. Tornato a Milano, diventa partigiano, ma viene catturato dalle SS e portato in varie carceri.
Sebbene fosse stato condannato a morte tramite fucilazione, viene deciso il suo trasferimento nel Campo di Fossoli; da lì finisce a Bolzano, dove il 5 maggio parte il primo convoglio per il Lager di Mauthausen.
Dopo qualche settimana di quarantena, viene trasferito a Gusen I, dove verrà sistemato nel peggior Kommando: il Transport-Kolonne, che operava in cave, gallerie e trasporto di oggetti pesanti. Tempo dopo, viene spostato al Kommando adibito alla fabbricazione di armamenti.
In questo periodo un sabotatore fa in modo che i proiettili non si rompessero al controllo (del quale si occupava Maris) ma successivamente, e Gianfranco subisce un processo, al quale, ricordandosi delle leggi fisiche, riesce a sopravvivere.

### Alcuni episodi raccontati
- L'insulto ad un Kapo spagnolo:  Maris disse che doveva avere due S sul triangolo rosso che portava invece che una (che voleva dire Spanier, spagnolo), dal quale si salva grazie alla presenza di un compagno che lo definisce matto.
- L'episodio dal quale viene il titolo del libro: in uno dei frequenti controlli di pidocchi ne ha cinque: viene quindi bastonato cinque volte a pidocchio.
- Il trituratore di granito: lui e un suo compagno, nel novembre 1944, vengono messi da un Kapo nel silos dove termina il trituratore di granito; il compagno è però incapace di far scendere la sabbia, quindi Maris svolge il lavoro di entrambi.